# Ziparte
Die Ziparte (auch Zibarte und Zippate, alemannisch Zibärtle, Zibertle, Zibertl, Ziberl, Zwiferl und Seiberl sowie schweizerdeutsch Ziberli, Zyberli, Zibäteli oder Zibelle) ist eine Unterart der Pflaume (Prunus domestica). Ob sie eher dem Formenkreis von Prunus domestica subsp. prisca oder dem Formenkreis von Prunus domestica subsp. insititia zuzuordnen ist, ist strittig. Der heute gebräuchliche Trivialname Kriechen für Prunus domestica subsp. insititia wurde das erste Mal schriftlich von Hildegard von Bingen erwähnt. Kerne von Früchten beider Formenkreise wurden in jungsteinzeitlichen Siedlungen aufgefunden.

## Beschreibung

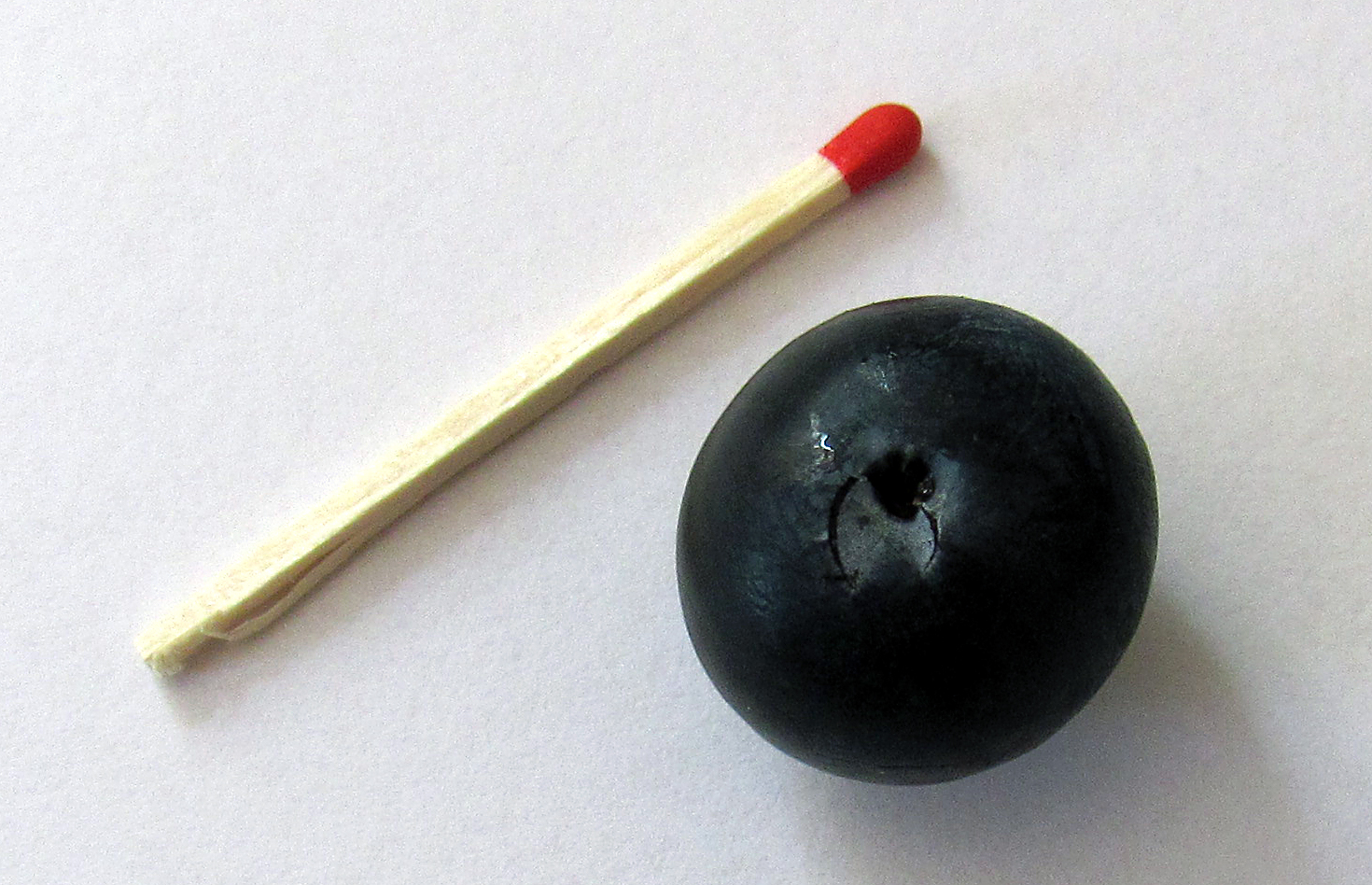
Frucht der Ziparte

Ziparte in blau

Ziparte in grün

Die Ziparte ist ein kleiner Baum, der meist Wuchshöhen von 3 bis 4 Meter erreicht. Ihre Zweige sind eher juvenil mit Dornen besetzt und zu Beginn grün. Die Laubblätter sind kahl, lediglich auf der Unterseite sind längs der Blattadern Haare vorhanden. Die Blätter sind im Vergleich zu anderen Pflaumen eher klein, ebenso die Blüten.
Die fünf Kronblätter sind rein weiß.
Die Frucht hat einen Durchmesser von 2 bis 3 (selten ab 1) Zentimeter. Sie ist kugelig und blau, schwarz, blaurot, grüngelb oder gelb gefärbt, mit rötlichen Wangen. Der Steinkern ist rundlich-eiförmig und runzelig, seine Dicke entspricht 73 bis 79 % der Länge. Die Kammfurche weist nur bei ostalpinen Sorten schräge Kammstriche auf. Der Kern löst sich bei Reife oder Überreife nur manchmal vom Fruchtfleisch.

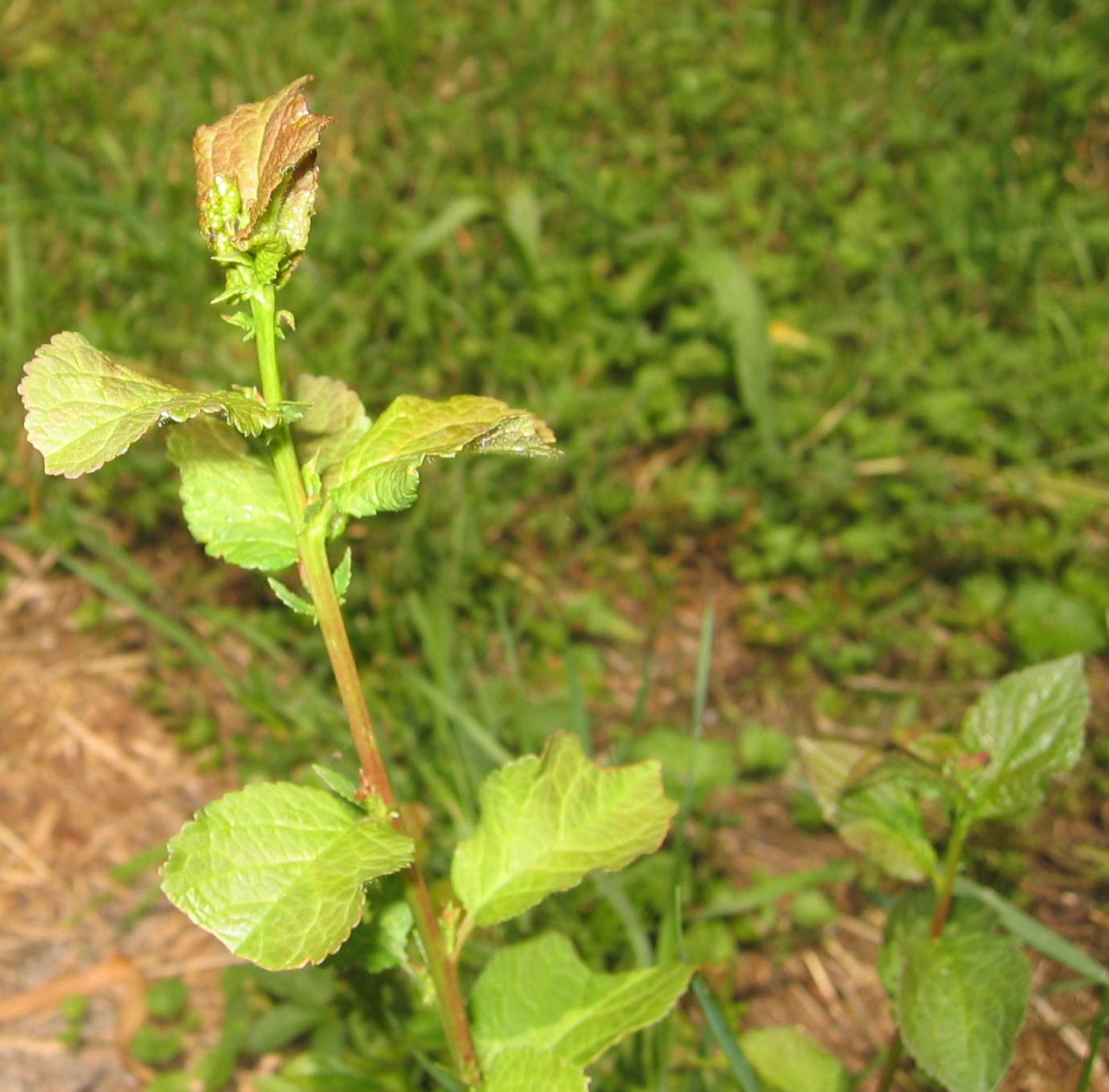
Junge Pflanze
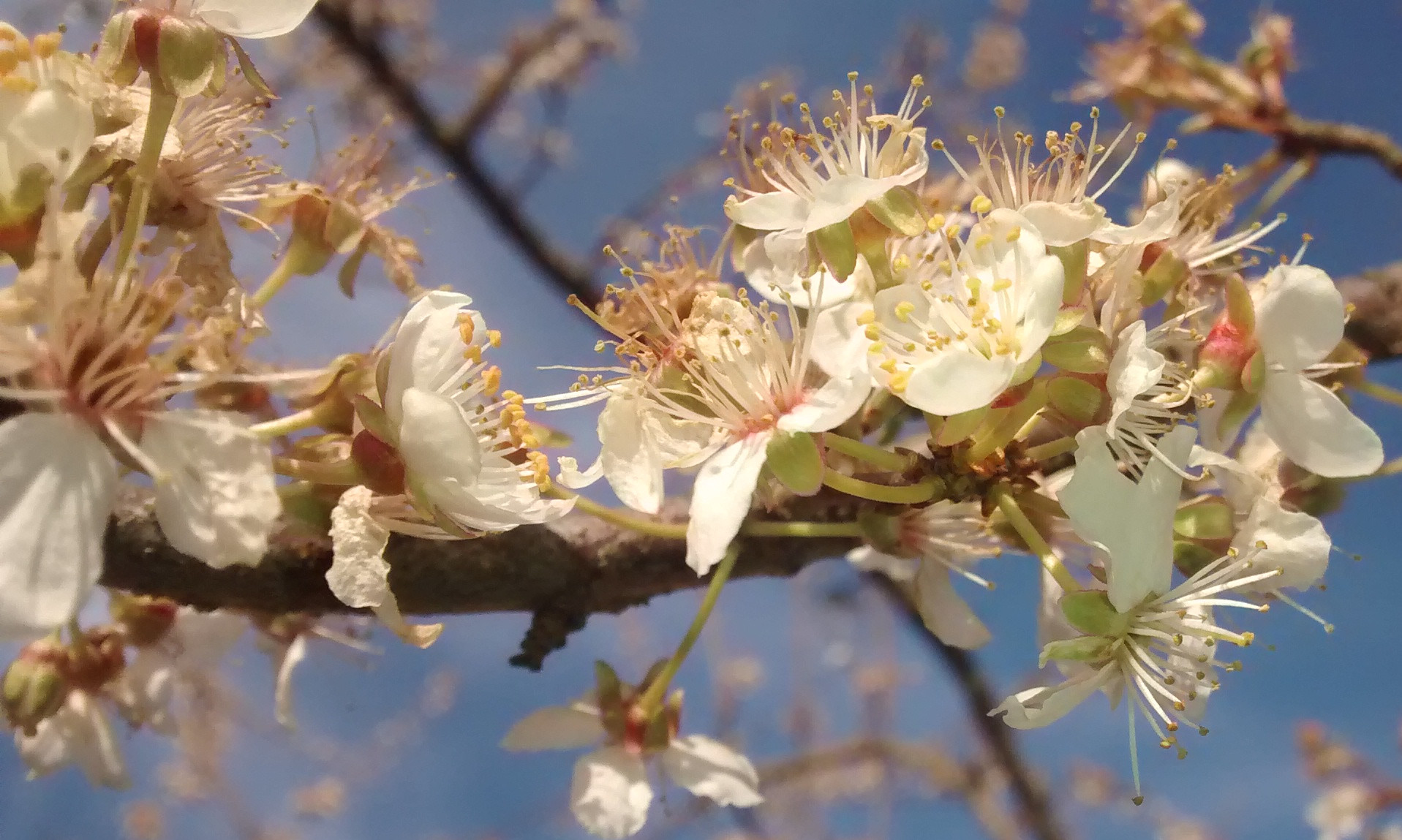
Blüten
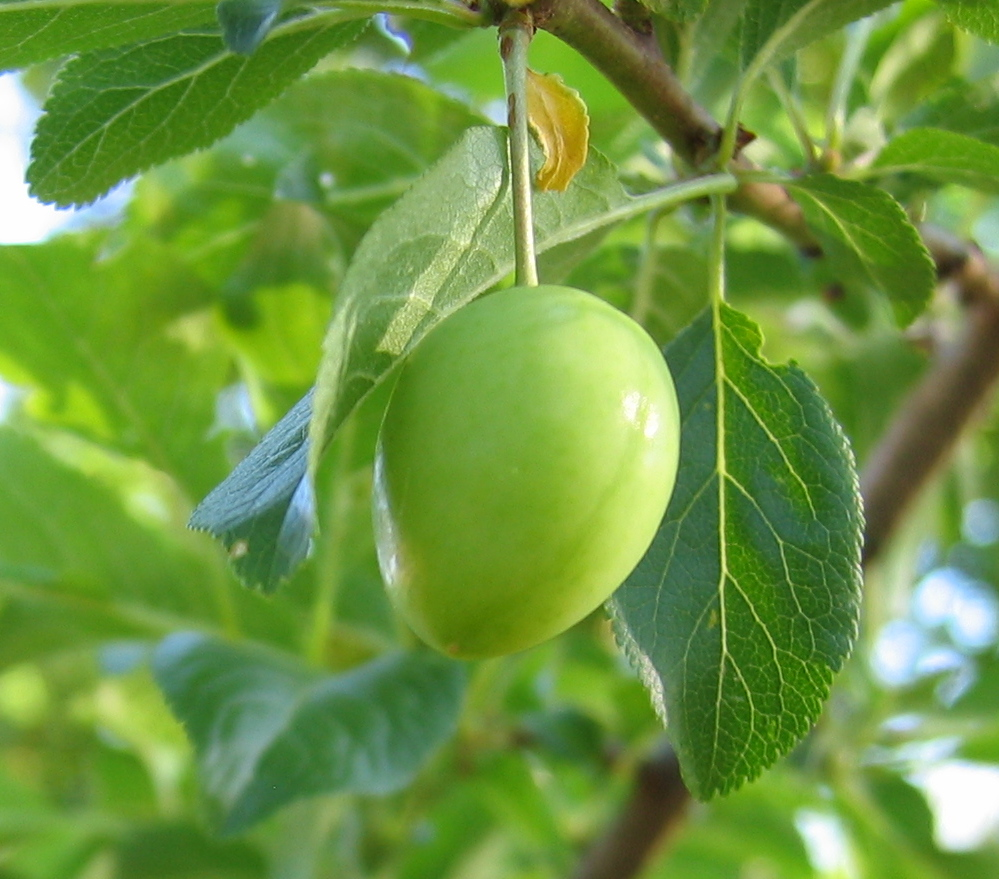
Unreife Ziparte
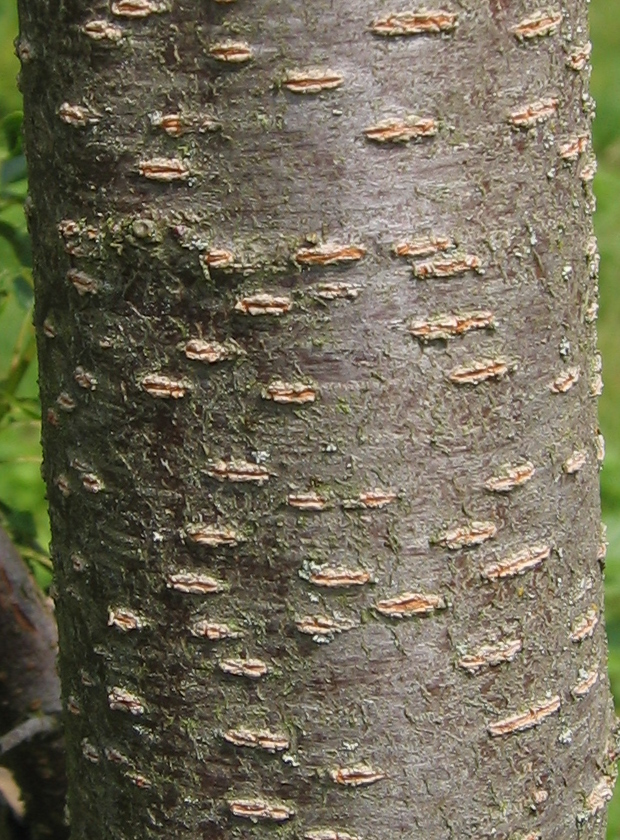
Rinde (jünger)
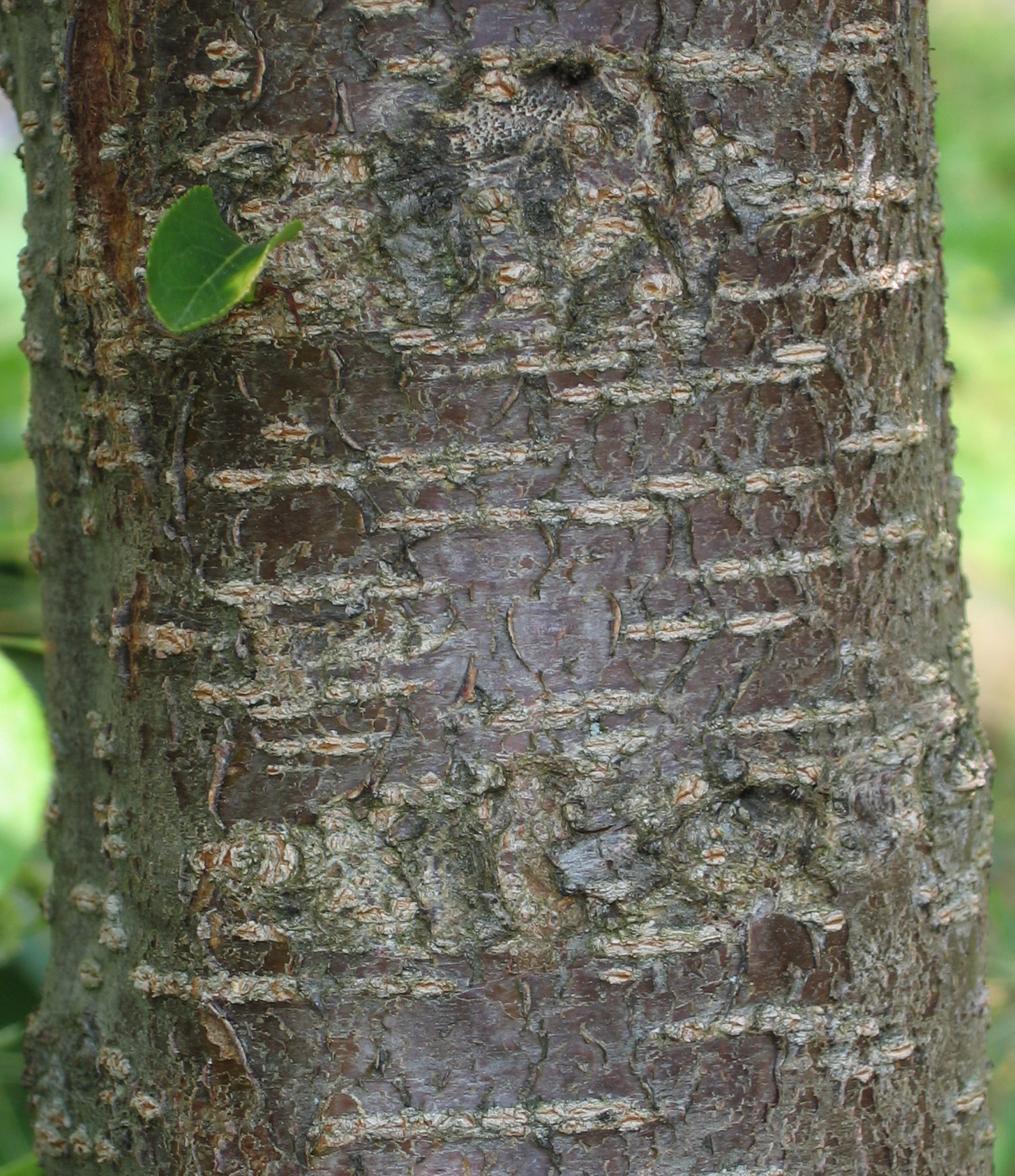
Rinde (älter)
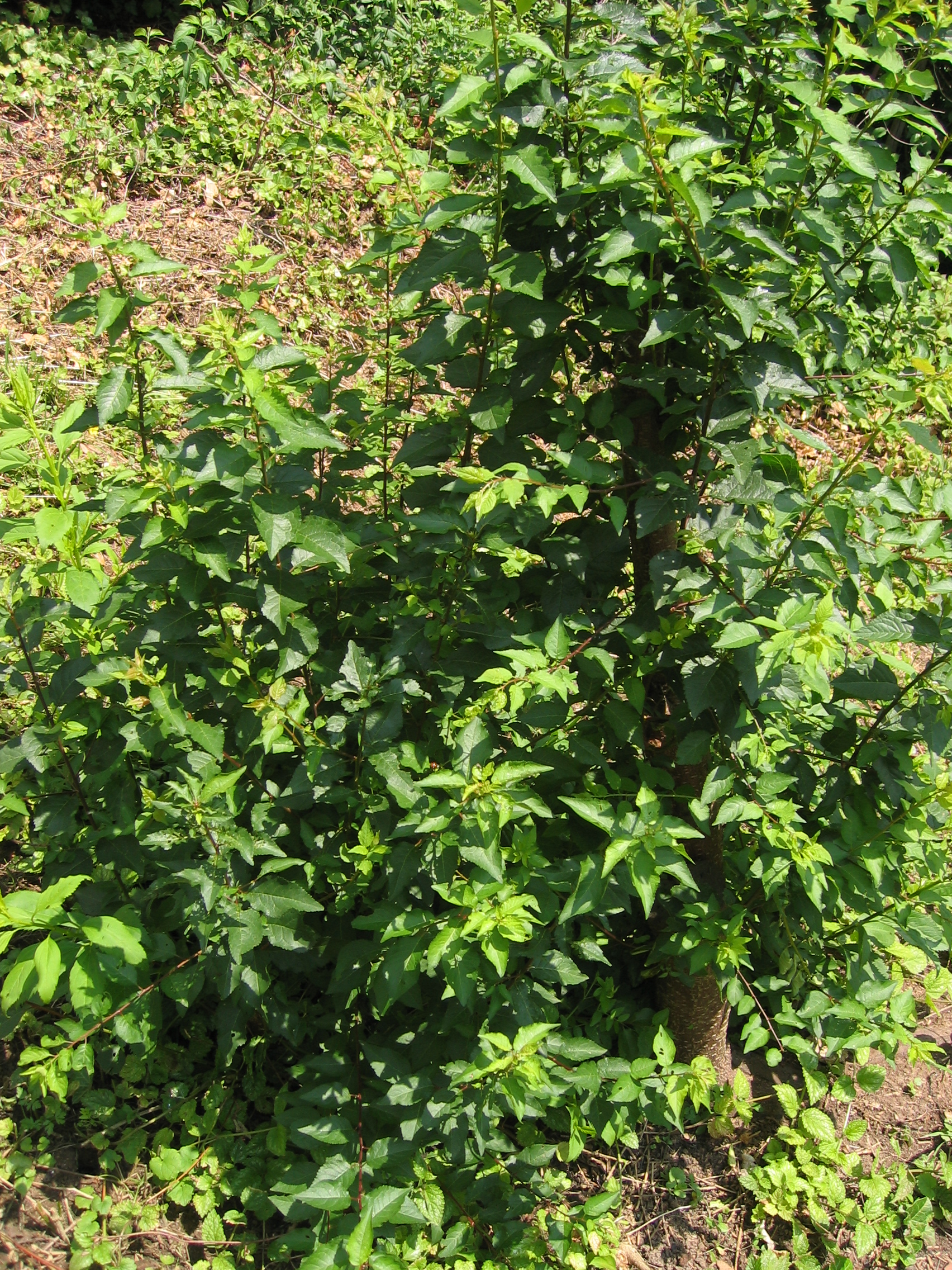
Nach Bruch oder Schnitt treibt die Pflanze vielfach aus
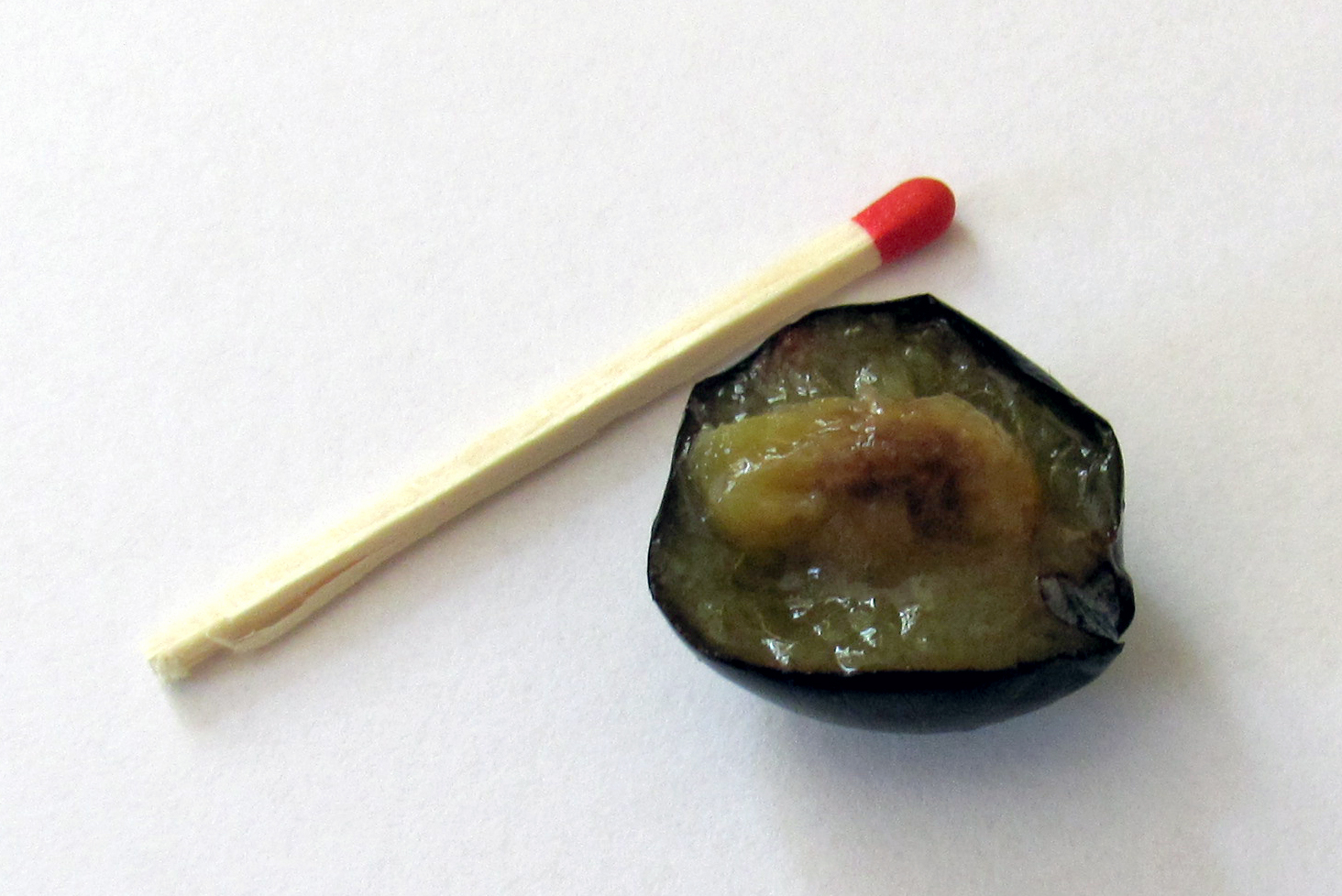
Aufgeschnittene Frucht der Ziparte, mit Steinkern

## Anbau und Verarbeitung der Früchte
Die Blüte erfolgt früh im Jahr, die Ziparte ist selbstfruchtbar und ertragreich. Die Früchte reifen von September bis Oktober. Das Fruchtfleisch ist weich und ausgesprochen gerbstoffhaltig, der Geschmack erinnert mehr an Schlehen als an Pflaumen. Der durchschnittliche Zuckergehalt der Früchte liegt bei 15,8 % (60 bis 70 Grad Oechsle).
Genutzt werden die Ziparten unter anderem in der Obstbrennerei. Der Zipartenbrand, im Schwarzwald Zibärtle genannt, ist eine Spezialität, die im Vergleich zu anderen Obstbränden hochpreisig ist. Dies liegt daran, dass die Ziparte eher selten angebaut wird und dass die Ausbeute aus den Früchten recht niedrig ist. Dafür entschädigt der Brand mit einem ausgezeichneten Geschmack und einem feinen Mandelton. Im Entlebuch kennt man den schweizerdeutsch Zyberlisturm, eine süße Dessertspezialität.
Die Pflanze ist wenig anfällig für Krankheiten. Sie kann als Unterlage für andere Pflaumensorten dienen. Vor allem in Süddeutschland, Österreich und in der Schweiz kommt sie noch vereinzelt wurzelecht in Streuobstflächen vor.